# 2258 Viipuri
A 2258 Viipuri (ideiglenes jelöléssel 1939 TA) a Naprendszer kisbolygóövében található aszteroida. Yrjö Väisälä fedezte fel 1939. október 7-én.